# Kettering (Ohio)
Kettering es una ciudad ubicada en el condado de Montgomery en el estado estadounidense de Ohio. En el Censo de 2010 tenía una población de 56.163 habitantes y una densidad poblacional de 1.158,62 personas por km².

## Geografía
Kettering se encuentra ubicada en las coordenadas 39°41′46″N 84°9′2″O / 39.69611, -84.15056. Según la Oficina del Censo de los Estados Unidos, Kettering tiene una superficie total de 48.47 km², de la cual 48.37 km² corresponden a tierra firme y (0.21%) 0.1 km² es agua.

## Demografía
Según el censo de 2010, había 56163 personas residiendo en Kettering. La densidad de población era de 1.158,62 hab./km². De los 56163 habitantes, Kettering estaba compuesto por el 92.56% blancos, el 3.28% eran afroamericanos, el 0.19% eran amerindios, el 1.34% eran asiáticos, el 0.02% eran isleños del Pacífico, el 0.53% eran de otras razas y el 2.09% pertenecían a dos o más razas. Del total de la población el 2.1% eran hispanos o latinos de cualquier raza.